# Regeringen Willoch I
Regeringen Willoch I var en norsk regering som satt från 14 oktober 1981 till 8 juni 1983. Det var en ren Høyre-regering. Statsminister var Kåre Willoch och utrikesminister Svenn Stray.